# Inkt

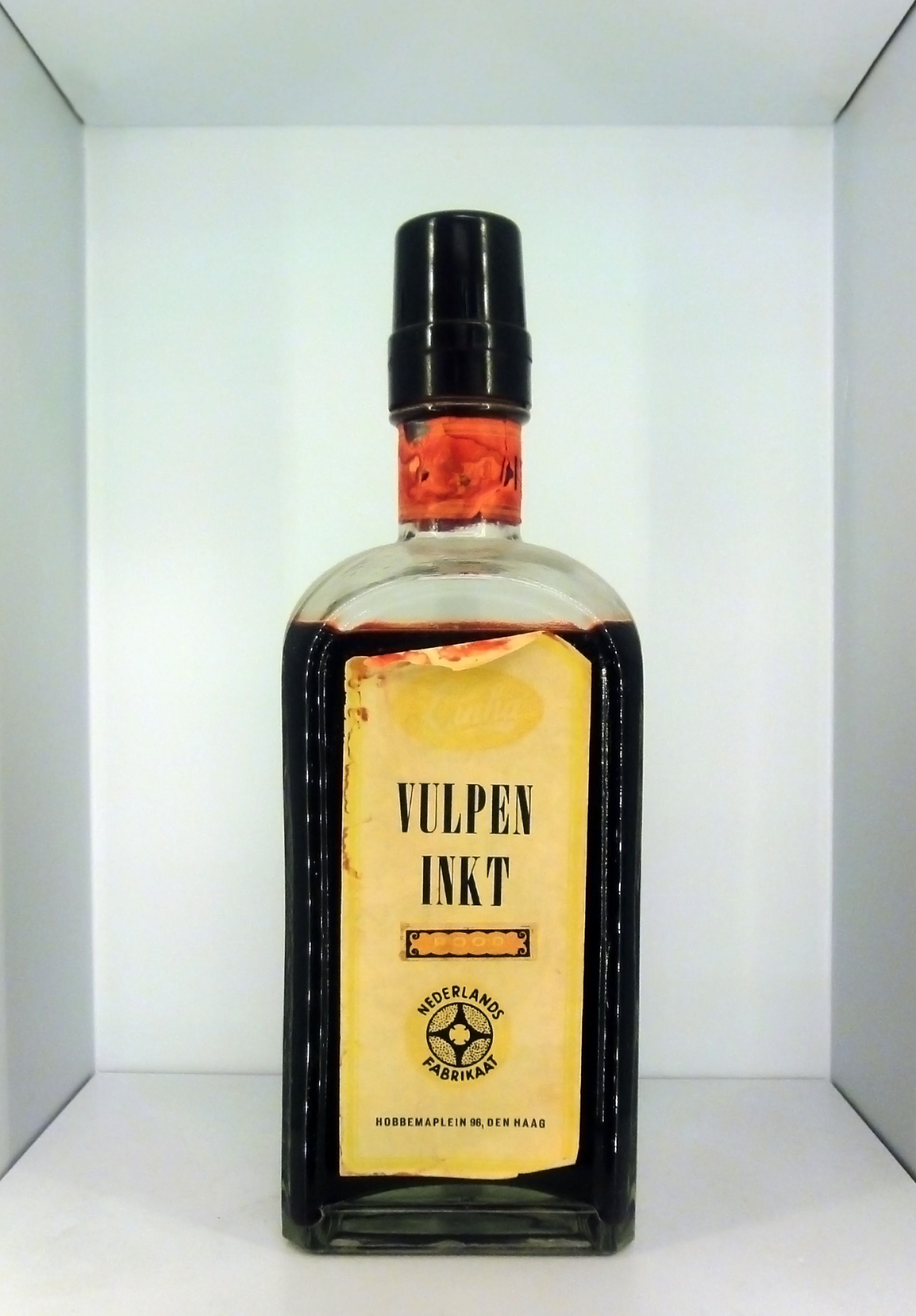
Een fles rode vulpeninkt

Inkt is een vloeibaar kleurmiddel dat gebruikt wordt om te schrijven of om te drukken. Meestal is inkt zwart of blauw, maar er bestaan ook anders gekleurde inkten.
Inkt voor persoonlijk gebruik treft men meestal aan in een inktpot, inktpatronen en balpenstiften en verschijnt onder aanduidingen als schrijfinkt, vulpeninkt en schoolinkt.
In strikte zin is inkt een oplossing of colloïdale oplossing van kleurstoffen. In die zin verschilt inkt van verf, dat bestaat uit een smeersel met pigmenten.
Er bestaan verschillende soorten inkt:
- schoolinkt (in een grote fles, waaruit op scholen kleinere inktpotten worden gevuld)
- schrijfinkt, ook wel correspondentie-inkt genoemd (in kleinere flessen om vulpennen mee te vullen)
- vulpeninkt, ook voor in een inktpatroon
- balpeninkt
- Oost-Indische inkt, zie ook gewassen inkt
- ecoline
- stempelinkt
- numeroteurinkt (oliehoudend)
- kasregisterinkt (tast in kasregisters de metalen onderdelen niet aan)
- metaalinkt
- linneninkt, goed bestand tegen heet water, ook wel linnenmerk-inkt genoemd
- inktlint (voor typemachines)
- inktcartridge (voor printers)
- stencilinkt, ook wel cyclostyle-inkt of duplicator-inkt genoemd
- drukinkt, waarvan offsetinkt een speciale vorm is. Deze inkten zijn in feite een verf omdat ze pigmenten bevatten in plaats van kleurstoffen. De speciale inkt voor zeefdruk wordt in de grafische wereld ook meestal aangeduid als verf.
- tatoeage-inkt

Alleen de koningsblauwe inkt is uitwasbaar (op waterbasis). Alle andere kleuren, dus ook donkerblauw, zijn permanente inkten en derhalve niet gemakkelijk uit bijvoorbeeld kleding te wassen.

## Geschiedenis
De eerste inkten waren in gebruik in China, bij de Egyptenaren en later ook bij de Arabieren. Deze inkten dateren van 500 v.Chr. of ouder en waren gebaseerd op roetdeeltjes die in suspensie werden gehouden door gom of hars. De zwarte pigmenten, roet of lampenzwart, konden onder meer worden verkregen door onvolledige verbranding van dierlijke sappen of plantaardige oliën, zoals sesamolie en Chinese houtolie. Ook werd wel gedolven olie gebruikt, met name creosoot. Men noemde deze inkten naar het Griekse woord encaustum, wat inkrabben of ingekookt betekent. Hiervan is het Franse woord encre voor inkt afgeleid. Het Nederlandse woord inkt is afgeleid van het Latijnse woord tinctum, wat geverfd betekent. Wie deze inkten ontdekt heeft, is niet bekend. Verder kende men bister-inkt, dat bestond uit teerhoudend roet van verbrand harshoudend hout. Ook kende men sepia-inkt. Dit soort inkten bestond al rond 500 v.Chr en werden als enige zwarte inkt gebruikt tot 300 na Christus.
De ijzergallusinkt, ook wel ferrotannine-inkt of ijzergalnoteninkt genoemd, werd rond de 11e eeuw ontdekt. De recepten van deze inkten zijn gevonden in geschriften uit kloosters. IJzergallusinkt wordt gevormd door een reactie van in galappels aanwezig looizuur met een metaalzout dat ijzer(II)sulfaat of koper(II)sulfaat kan zijn. De kleur ontstond echter pas wanneer de inkt aan de lucht werd blootgesteld. Daarom voegde men kleurstoffen als blauwhout, indigo en sepia toe om de inkt al enige kleur te geven. De inkt bevatte echter ook zuren die bij de reactie ontstonden of die eraan toegevoegd werden om bezinking van de inktdeeltjes te voorkomen. Deze zuren leidden op termijn tot de aantasting van de ondergrond, de zogenaamde inktvraat.
Gedurende de tweede helft van de 19e eeuw verschenen inkten op basis van anilinekleurstoffen en op basis van synthetische alizarine. Tal van synthetische kleurstoffen zoals anilineblauw, methyleenblauw, eosine, nigosine en methylviolet werden nu toegepast.